# 澤宮優
澤宮 優（さわみや ゆう、1964年 - ）は、日本のノンフィクション作家、スポーツライター、エッセイスト。

## 来歴・人物
熊本県八代郡鏡町（現・八代市）生まれ。熊本県立宇土高等学校時代は不登校で、成績も最低ラインだった。青山学院大学文学部史学科、早稲田大学第二文学部日本文学専修卒業。学生時代から、文芸評論家で中渋谷教会名誉牧師の佐古純一郎に師事する。都内で私立大学事務職員として入試、キャリア支援、広報などを担当し、19年間勤務しながら、著作活動を続けていたが、2009年に独立した。2013年から母校の青山学院大学体育会拳法部（日本拳法部）の監督を務めていた。

## 受賞歴
- 戦前の巨人の名捕手吉原正喜（戦死）の生涯を描いた『巨人軍最強の捕手』（晶文社・2003年）で、第14回ミズノスポーツライター賞優秀賞を受賞
- その他、Numberスポーツノンフィクション新人賞、報知新聞ドキュメント大賞、日本エッセイストクラブ賞（２０１８年『集団就職』）などで最終候補に残る。
- 雑誌『文章歩道』（高遠書房刊）に寄稿した「いらすの井戸の話」が2010年度ベストエッセイ集（日本エッセイストクラブ主催）に選出された。2010年度ベストエッセイ集『散歩とカツ丼』（文藝春秋）に収録。
- 大学在学中からシナリオライター養成所に通い、シナリオ作家協会シナリオ講座で田村孟、神波史男、桂千穂など現役脚本家のもとでシナリオ修行を続け、新人脚本家の登竜門である新人シナリオコンクール（シナリオ作家協会主催）で、2度最終候補に残る。1993年に大伴昌司賞（シナリオ作家協会主催）ノミネート賞を受賞する。

## 著書
主にスポーツ物を手がけているが、歴史、民俗、教育問題なども執筆する。特に、陰の世界で懸命に生き抜く人物を描くことに力を注ぐ。
- 『巨人軍最強の捕手　伝説のファイター吉原正喜の生涯を追う』（晶文社・2003年）『戦火に散った巨人軍最強の捕手 吉原正喜・炎の生涯』河出文庫
- 『打撃投手』（現代書館・2003年）『この腕がつきるまで 打撃投手、もう一人のエースたちの物語』角川文庫
- 『炭鉱町に咲いた原貢野球』（現代書館・2004年）昭和40年に甲子園で初出場初優勝した三池工業高校（福岡県大牟田市）のナインと、監督原貢（原辰徳の父）との師弟愛を描く。
- 『プロ野球燃焼の瞬間』（現代書館・2006年）
- 『後楽園球場のサムライたち』（現代書館・2006年）
- 『ドラフト1位 9人の光と影』（河出書房新社・2008年）のち文庫
- 『記録より記憶に残る野球狂列伝』（河出書房新社・2009年）
- 『プロ野球いぶし銀のベストナイン』（河出書房新社・2007年）
- 『1000キロの海を渡った大王の棺』（現代書館・2007年）
- 『放浪と土と文学と』（現代書館・2005年） 放浪の詩人高木護の伝記。
- 『二十四の瞳からのメッセージ』（洋泉社・2007年）木下惠介の映画『二十四の瞳』を追う。
- 『戦国廃城紀行』（河出書房新社・2010年）関ヶ原に敗れた石田三成、小西行長、大谷吉継らの廃城を描いた紀行文。
- 『昭和の仕事』（弦書房・2010年）放浪の詩人高木護の仕事遍歴をもとに昭和の仕事を紹介したもの。
- 『ひとを見抜く』（河出書房新社・2010年）伝説のプロ野球スカウトマン河西俊雄の評伝。
- 『廃墟となった戦国名城』（河出書房新社・2010年）安土城、聚楽第など、戦国時代に栄華を誇りながらも廃墟となった城の歴史。
- 『生徒がくれた卒業証書』（旬報社・2010年）元都立三鷹高校校長、土肥信雄の伝記
- 『殿さまを叱る！』（新人物往来社・2011年）
- 『ドラフト外 這い上がった十一人の栄光』（河出書房新社・2011）のち文庫
- 『打撃投手　天才バッターの恋人と呼ばれた男たち』（講談社・2011年）現代の打撃投手を描いた列伝
- 『中継ぎ投手』（河出書房新社・2012年）
- 『三塁ベースコーチ、攻める。 監督を代行する10番目の選手』（河出書房新社・2012年）
- 『人を見抜く、人を口説く、人を活かす　プロ野球スカウトの着眼点』（角川ONEテーマ21　2013）
- 『「あぶさん」になった男 酒豪の強打者・永渕洋三伝』KADOKAWA 2014
- 『代打の神様 ただひと振りに生きる』河出書房新社 2014
- 『二軍』河出書房新社 2014
- 『東京スタジアムがあった！』河出書房新社 2015
- 『イラストで見る昭和の消えた仕事図鑑』原書房 201６　＊イラストは平野恵理子担当
- 『考古学エレジーの唄が聞こえる』東海教育研究所 201６
- 『巨人軍栄光の影　控えの最強ベストナイン』河出書房新社 201６
- 『ニックネームで振り返る野球昭和史』ベースボールマガジン社 201６
- 『昭和十八年　幻の箱根駅伝』河出書房新社 201６
- 『集団就職』弦書房 201７
- 『イップス　魔病を克服したアスリートたち』KADOKAWA 201８
- 『炭鉱町に咲いた原貢野球』文庫版　集英社　２０１８
- 『昭和百工図鑑』麦田出版　２０１８　＊『イラストで見る昭和の消えた仕事図鑑』原書房 の台湾翻訳版
- 『三塁ベースコーチが野球を変える』河出書房新社〈河出文庫〉、2018年。ISBN 978-4-309-41656-4。
- 『スッポンの河さん 伝説のスカウト河西俊雄』集英社〈集英社文庫〉、2019年。ISBN 978-4-08-745851-0。
- 『戦国廃城紀行 敗者の城を探る』河出書房新社〈河出文庫〉、2019年。ISBN 978-4-309-41692-2。
- 『バッティングピッチャー 背番号三桁のエースたち』集英社〈集英社文庫〉、2020年。ISBN 978-4-08-744089-8。
- 『世紀の落球 「戦犯」と呼ばれた男たちのその後』中央公論新社〈中公新書ラクレ〉、2020年。ISBN 978-4-12-150697-9。
- 『昭和十八年幻の箱根駅伝 ゴールは靖国、そして戦地へ』集英社〈集英社文庫〉、2020年。ISBN 978-4-08-744193-2。
- 『イラストで見る昭和の消えた仕事図鑑』イラスト:平野恵理子、KADOKAWA〈角川ソフィア文庫〉、2021年。ISBN 978-4-04-400498-9。
- 『イップス 魔病を乗り越えたアスリートたち』KADOKAWA〈角川新書〉、2021年。ISBN 978-4-04-082397-3。

## 雑誌、アンソロジー
「週刊現代」「ｇ２」（ともに講談社）「文藝春秋」（文藝春秋社）「サンデー毎日」（毎日新聞出版社）「ベースボールマガジン」（ベースボールマガジン社）「歴史街道」（PHP）「歴史読本」（新人物往来社）等にノンフィクション記事を執筆。その他、週刊現代、日本経済新聞、東京新聞、共同通信社、西日本新聞、北海道新聞、熊本日日新聞等で書評を執筆。その他、各地で講演活動も行っている。自身が運動部の監督、コーチを務めていた経験から共同通信などに「体罰」「いじめ」などについて論評を寄稿することもある。